# Klaphamer
Een klaphamer, knalhamer of knalijzer is een mechaniek waarmee een ontploffing uitgelokt kan worden. Het hiervoor gebruikte apparaat bestaat uit een zware hamer en een metalen plaat waarop poedervormig magnesium, magnesiumchloraat of een mengsel van bijvoorbeeld zwavel en natriumchloraat wordt gelegd; de hamerslag op het verpakte poeder(mengsel) veroorzaakt een ogenblikkelijke explosie vanwege verhitting door compressie in plaats van wrijving, gepaard met een luide knal.
Het gebruikte poeder ontploft door de klap, maar kan ook ongewild door een vonk van statische elektriciteit ontploffen. 
In Nederland wordt de klaphamer vooral gebruikt in Twente rond oud en nieuw. De klaphamer wordt volgens de wettelijke regels niet als vuurwerk gezien en is legaal.
In Mexico is er het festival van de ontploffingshamers (festival del martillo explosivo). Dit jaarlijks festival vindt plaats in februari in de plaats San Juan de la Vega. Bij dat festival wordt het explosief aan een grote hamer vastgemaakt, die met de hand op een stalen staaf wordt geslagen. Ieder jaar raken tientallen deelnemers gewond omdat ze vrijwel onbeschermd bij hun exploderende hamer staan. Degene die hamert, wordt door de luchtverplaatsing van de explosie achteruitgeslagen.

## Incidenten
- Op 31 december 2015 verloor een inwoner van Vriezenveen een deel van zijn hand bij het voorbereiden van de klaphamer.[8][1]
- Op 31 december 2021 is in Haaksbergen een kind overleden bij een incident met een klaphamer, een ander kind raakte zwaargewond.[9][10] Beide kinderen waren toeschouwer bij een handeling op straat met een klaphamer.